# Jan Weiler

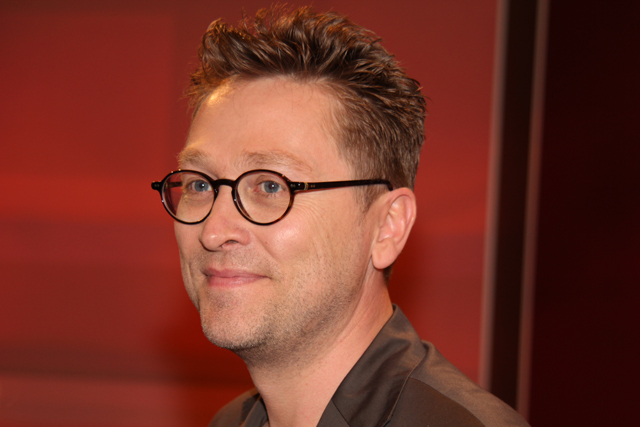
Jan Weiler (2012)

Jan Weiler (* 28. Oktober 1967 in Düsseldorf) ist ein deutscher Journalist und Schriftsteller.

## Leben und Wirken

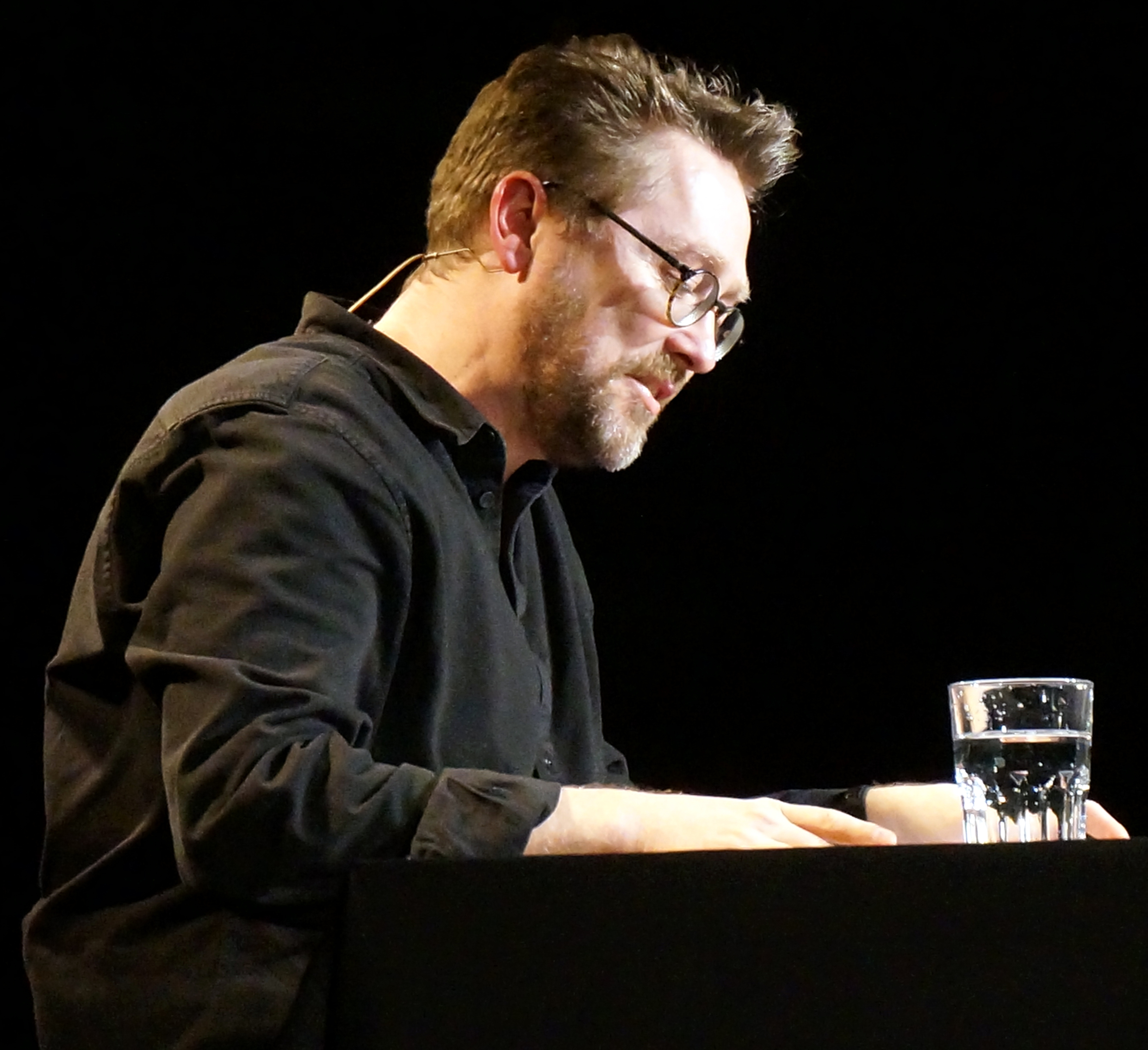
Bei seinen Berichten aus dem Christstollen (2013)

Jan Weiler wuchs in Meerbusch auf. Er war während seiner Schulzeit als freier Mitarbeiter für die Westdeutsche Zeitung tätig. Nach dem Abitur 1988 und dem Zivildienst zog er in eine WG in Düsseldorf und arbeitete ab 1990 als Werbetexter, bevor er ab 1993 die Deutsche Journalistenschule in München absolvierte. Weiler war ab 1994 erst Redakteur, dann von 2000 bis 2005 gemeinsam mit Dominik Wichmann Chefredakteur des SZ-Magazins. Als solcher schrieb er 2002 für ein Italien-Sonderheft einen Artikel über seinen Schwiegervater, der einst als italienischer Gastarbeiter nach Deutschland gekommen war. Weiler stand dem Artikel erst skeptisch gegenüber, aber als der Artikel dann doch veröffentlicht wurde, war die Resonanz unerwartet positiv. Daraufhin fuhr er 2003 mit seinem Schwiegervater Antonio nach Italien, um sich dort dessen Lebensgeschichte erzählen zu lassen. Daraus entstand schließlich das Buch Maria, ihm schmeckt’s nicht!, welches er nicht autobiografisch, sondern als Fiktion verstanden haben möchte. Das Buch vermischt auf humorvolle Weise fiktionale Elemente mit den Erzählungen des Schwiegervaters „Antonio“ und den Erfahrungen Weilers mit seiner italienischen Familie. 2005 erschien der Nachfolger Antonio im Wunderland.
Seit 2004 ist er als Vorleser seiner Werke in verschiedenen Städtetouren zu sehen und zu hören. Das dabei entstandene Reisetagebuch wurde in seinem Buch In meinem kleinen Land 2006 literarisch verarbeitet. Seit 2007 schreibt Weiler wöchentlich die Kolumne Mein Leben als Mensch, die von 2007 bis 2009 im stern und seit 2009 in der Welt am Sonntag erscheint. Seit 2012 liest Weiler seine Kolumne in der Sonntagsbeilage auf Bayern 2. Danach kann der aktuelle Beitrag noch eine Woche auf der Homepage der Sendung nachgehört werden. Seit 2015 wird die Kolumne und das gesamte Archiv frei zugänglich auf seiner Webseite veröffentlicht. Seit März 2019 ist die Kolumne auch als Podcast auf der Homepage des Bayerischen Rundfunks und der ARD Audiothek verfügbar.
2009 kam die Verfilmung von Maria, ihm schmeckt’s nicht, für die er auch das Drehbuch schrieb, in die deutschen Kinos; gegen Ende des Films hat er einen Cameo-Auftritt als Standesbeamter. 2016 folgte die Verfilmung von Antonio im Wunderland, Antonio, ihm schmeckt’s nicht!, und 2017 Das Pubertier – Der Film. Auch sein Buch Kühn hat zu tun wurde verfilmt und war Ende Januar 2019 im Fernsehen Das Erste zu sehen. Jan Weiler spielt in der zweiten Staffel der Serie Das Institut – Oase des Scheiterns eine Gastrolle.
Der 2022 veröffentlichte Film Eingeschlossene Gesellschaft basiert auf Weilers gleichnamigem Hörspiel.
Im März 2022 kam auch Weilers neuer Roman Der Markisenmann heraus, den er nach eigenen Angaben für seine Tochter geschrieben hat, die sich von ihm schon seit längerem gewünscht hatte, dass er ein Buch nur für sie schreibt. Die Realisierung dieses Wunsches dauerte allerdings wegen vieler anderer Projekte 10 Jahre. Die Tochter nahm regen Anteil an der Entstehung des Buches und hat ihren Vater immer wieder zum Weitermachen animiert. Zum ersten Mal hat Weiler das Hörbuch zum Roman nicht selbst eingelesen, weil die ganze Geschichte aus der Perspektive einer Frau erzählt wird. Deshalb wäre eine männliche Stimme seiner Meinung nach nicht passend gewesen. Trotzdem hält Weiler es für vertretbar, auf seinen Lesereisen auch aus diesem Buch selbst vorzulesen, da er hierbei nur relativ kurze Abschnitte vorträgt. Das Buch wird für eine Verfilmung vorbereitet.
Jan Weiler ist mit der Journalistin Sandra Limoncini verheiratet und lebte mit seiner Familie in Ebenhausen-Schäftlarn in der Nähe von München sowie in Umbrien. Inzwischen lebt er von seiner Frau getrennt in München. Seine Tochter wohnte bei ihrer Mutter, sein Sohn wohnte bei ihm.

## Werke
- Maria, ihm schmeckt’s nicht! Geschichten von meiner italienischen Sippe. Roman, Ullstein, Berlin 2003, ISBN 3-548-36486-1.
- Antonio im Wunderland. Kindler, Reinbek bei Hamburg 2005, ISBN 3-463-40484-2.
- In meinem kleinen Land. Rowohlt, Reinbek bei Hamburg 2006, ISBN 3-499-62199-1.
- Gibt es einen Fußballgott? Kindler, Reinbek bei Hamburg 2006, ISBN 3-463-40501-6.
- Land in Sicht. Eine Deutschlandreise. Heyne, München 2007, ISBN 978-3-89910-372-4 (Fotos von Rainer Sülflow)
- Drachensaat. Kindler, Reinbek bei Hamburg 2008, ISBN 978-3-463-40539-1.
- Mein Leben als Mensch. Kindler, Reinbek bei Hamburg 2009, ISBN 978-3-463-40571-1 (Illustrationen von Larissa Bertonasco).
- Hier kommt Max! Rowohlt, Reinbek bei Hamburg 2009, ISBN 978-3-499-21520-9 (Illustrationen von Ole Könnecke).
- Max im Schnee. Rowohlt, Reinbek bei Hamburg 2010, ISBN 978-3-499-21578-0.
- Mein neues Leben als Mensch. Kindler, Reinbek bei Hamburg 2011, Illustrationen von Larissa Bertonasco, ISBN 978-3-463-40619-0
- Das Buch der 39 Kostbarkeiten. Kindler, Reinbek bei Hamburg 2011, ISBN 978-3-463-40609-1.
- Das Pubertier. (Pubertier-Reihe, Band 1), Kindler, Reinbek bei Hamburg 2014, Illustrationen von Till Hafenbrak, ISBN 978-3-463-40655-8 (Platz 1 der Spiegel-Bestsellerliste vom 5. Mai bis zum 8. Juni und vom 18. bis zum 24. August 2014)
- Kühn hat zu tun. (Kommissar-Martin-Kühn-Reihe, Band 1), Kindler, Reinbek bei Hamburg 2015, ISBN 978-3-463-40643-5.
- Im Reich der Pubertiere. (Pubertier-Reihe, Band 2), Kindler, Reinbek bei Hamburg 2016,  Illustrationen von Till Hafenbrak, ISBN 978-3-463-40661-9 (Platz 1 der Spiegel-Bestsellerliste vom 13. Februar bis zum 11. März 2016)
- Und ewig schläft das Pubertier. (Pubertier-Reihe, Band 3), Piper, München 2017, Illustrationen von Till Hafenbrak, ISBN 978-3-492-05772-1
- Kühn hat Ärger. (Kommissar-Martin-Kühn-Reihe, Band 2), Piper, München 2018, ISBN 978-3-492-05757-8
- Kühn hat Hunger. (Kommissar-Martin-Kühn-Reihe, Band 3), Piper, München 2019, ISBN 978-3-492-05876-6
- Die Ältern. (Pubertier-Reihe, Band 4), Piper, München 2020, Illustrationen von Till Hafenbrak, ISBN 978-3-492-07064-5
- Der Markisenmann. Heyne, München 2022, ISBN 978-3-453-27377-1
- Älternzeit. Heyne, München 2023, Illustrationen von Till Hafenbrak, ISBN 978-3-641-28592-0
- Munk. Heyne, München, 2024, ISBN 978-3-453-27378-8

## Hörbücher
- Maria, Ihm schmeckts nicht. Random House Audio, 4 CDs 2004, ISBN 3-89830-752-2.
- Antonio im Wunderland. Der Hörverlag, gekürzt, 4 CDs 2005, ISBN 3-89940-626-5.
- In meinem kleinen Land. Der Hörverlag 2006, ISBN 3-89940-955-8.
- Gibt es einen Fußballgott? Der Hörverlag 2006, ISBN 3-89940-756-3.
- Direktübertragung. Der Hörverlag, 2 CDs 2008, ISBN 978-3-86717-268-4.
- Mein Leben als Mensch. Der Hörverlag, 2 CDs 2009, ISBN 978-3-86717-509-8.
- Max im Schnee. Der Hörverlag, 1 CD 2010, ISBN 978-3-86717-622-4.
- Mein neues Leben als Mensch. Der Hörverlag, 2 CDs 2011, ISBN 978-3-86717-789-4.
- Kühn hat zu tun, ungekürzt gelesen vom Autor. Der Hörverlag, 7 CDs 2015, ISBN 978-3-8445-1822-1.
- Kühn hat Ärger, ungekürzt gelesen vom Autor. Der Hörverlag, 1 MP3-CD 2018, ISBN 978-3-8445-2554-0.
- Kühn hat Hunger, ungekürzt gelesen vom Autor. Der Hörverlag, 1 MP3-CD 2019, ISBN 978-3-8445-3522-8.

## Hörspiel
- Liebe Sabine. Regie: Leonhard Koppelmann mit Annette Frier, Jan Weiler und Sandra Limoncini; Der Hörverlag, 2007, ISBN 978-3-86717-129-8.
- Drachensaat. Regie: Leonhard Koppelmann mit Annette Frier, Jan Weiler, Matthias Haase u. v. a.; Der Hörverlag, München 2008, ISBN 978-3-86717-322-3.
- Maria ihm schmeckt’s nicht. Regie: Leonhard Koppelmann mit Konrad Beikircher, Jan Weiler u. v. a.; Der Hörverlag, München 2008, ISBN 978-3-86717-190-8.
- MS Romantik. Regie: Leonhard Koppelmann mit Annette Frier und Jan Weiler; Der Hörverlag 2009, ISBN 978-3-86717-418-3.
- Uwes letzte Chance. Regie: Leonhard Koppelmann mit Annette Frier und Jan Weiler; Der Hörverlag, 1 CD 2010, ISBN 978-3-86717-610-1.
- Das Hörbuch der 19 Kostbarkeiten: Kolumnen, Erzählungen und Originalhörspiele aus 17 Jahren. Regie u. a.: Leonhard Koppelmann; u. a. mit Cordula Stratmann; Der Hörverlag, 2011, ISBN 978-3-86717-713-9.
- Das Baby-Projekt. Regie: Leonhard Koppelmann mit Annette Frier und Jan Weiler; Der Hörverlag 2013, ISBN 978-3-8445-0984-7)
- Eingeschlossene Gesellschaft (Verfilmung des Hörspiels), 2017.

## Auszeichnungen
- 2011 Ernst-Hoferichter-Preis